# Tore W. Aas
 Tore W Aas, född den 24 juli 1957, är en norsk kompositör, arrangör, producent och kördirigent. Hans mest kända projekt är den år 1988 grundade gospelkören Oslo Gospel Choir. Han har skrivit melodin till julsången En stjerne skinner i natt, som Eyvind Skeie skrev texten till.